# 1955–1958-as magyar labdarúgókupa
Az 1955–1958-as magyar népköztársasági kupa a sorozat 24. kiírása volt, melyen a Ferencvárosi TC csapata 10. alkalommal diadalmaskodott. A sorozat félbeszakadt az 1956-os forradalom kitörése miatt és csak 1958-ban fejeződött be.

## 1. forduló
| 1. csapat                | Eredmény | 2. csapat                    |
| ------------------------ | -------- | ---------------------------- |
| 1956. február 4.         |          |                              |
| Dorogi FC                | 6 – 1    | Tatababányai-Újvárosi Építők |
| 1956. február 5.         |          |                              |
| Bp. Szikra               | 0 – 4    | Bp. Kinizsi                  |
| Miskolci Törekvés        | 1 – 3    | Bp. Vörös Lobogó             |
| Egri Bástya              | 1 – 3    | Salgótarjáni Bányász         |
| Dombóvári Törekvés       | 0 – 7    | Bp. Honvéd                   |
| Csorvási Traktor         | 0 – 6    | Csepeli Vasas                |
| Balatonboglári Traktor   | 0 – 12   | Bp. Dózsa                    |
| Székesfehérvári Bástya   | 1 – 3    | Szombathelyi Törekvés        |
| Pécsi Vörös Lobogó       | 1 – 4    | Pécsi Dózsa                  |
| Lovászi Bányász          | 0 – 7    | Tatabányai Bányász           |
| Váci Törekvés            | 1 – 9    | Bp. Vasas                    |
| Szegedi Haladás          | 9 – 0    | Turbó                        |
| Garai Traktor            | 2 – 5    | Komlói Bányász               |
| Debreceni Törekvés       | 3 – 1    | Nyíregyházi Építők           |
| Vasas Jászberényi Lehel  | 1 – 2    | Perecesi Bányász             |
| Pestimrei Építők         | 0 – 3    | Bp. Vörös Meteor             |
| Hódmezővásárhelyi Építők | 2 – 4    | Szőregi Törekvés             |
| Sárvári Kinizsi          | 1 – 4    | Várpalotai Bányász           |
| Szombathelyi Vasas       | 2 – 1    | Soproni Pamut                |
| Nyírádi Szikra           | 1 – 4    | Mosonmagyaróvári Timföld     |
| Dégi Traktor             | 4 – 4    | Siófoki Vörös Meteor         |
| Tolnai Vörös Lobogó      | 1 – 6    | Bázakerettyei Bányász        |
| Füzesgyarmati SK         | 4 – 1    | Szolnoki Bástya              |
| Zagyvapálfalvi Építők    | 2 – 1    | Egri Vasas                   |
| Tiszalöki Építők         | 5 – 0    | Debreceni Tatarozó           |
| Monori Vörös Meteor      | 3 – 2    | Kecskeméti Honvéd            |
| Szegedi Törekvés         | 4 – 2    | Hódmezővásárhelyi Honvéd     |
| Pesterzsébeti Vasas      | 5 – 0    | Hárosifa                     |
| 3. sz. Dózsa             | 0 – 1    | Autótaxi                     |
| Józsefvárosi Szállítók   | 3 – 0    | Óbudai Építők                |
| Tatabányai Bányagépgyár  | 2 – 2    | Óbudai Hajógyár              |
| Salgótarjáni Vasas       |          | Törekvés Szállítók           |

## 2. forduló
A Várpalotai Bányász – Óbudai Hajógyár mérkőzés a pálya alkalmatlansága miatt elmaradt. Az újrajátszást a Hajógyár lemondta.
| 1. csapat              | Eredmény | 2. csapat                |
| ---------------------- | -------- | ------------------------ |
| 1956. február 12.      |          |                          |
| Tatabányai Bányász     | 7 – 0    | Mosonmagyaróvári Timföld |
| Siófoki Vörös Meteor   | 0 – 11   | Bp. Kinizsi              |
| Füzesgyarmati SK       | 1 – 8    | Szegedi Törekvés         |
| Szőregi Törekvés       | 1 – 1    | Szegedi Haladás          |
| Komlói Bányász         | 1 – 3    | Dorogi Bányász           |
| Csepeli Vasas          | 9 – 0    | Salgótarjáni Vasas       |
| Bp. Dózsa              | 3 – 0    | Bp. Vörös Meteor         |
| Bp. Vörös Lobogó       | 3 – 1    | Debreceni Törekvés       |
| Józsefvárosi Szállítók | 2 – 1    | Zagyvapálfalvai Bányász  |
| Salgótarjáni Bányász   | 3 – 0    | Autótaxi                 |
| Monori Bástya          | 1 – 9    | Bp. Honvéd               |
| Bp. Vasas              | 8 – 2    | Pesterzsébeti Vasas      |
| Perecesi Bányász       | 4 – 0    | Tiszalöki Építők         |
| Várpalotai Bányász     |          | Óbudai Hajógyár          |
| 1956. február 15.      |          |                          |
| Szombathelyi Törekvés  | 4 – 0    | Szombathelyi Vasas       |
| Bázakerettyei Bányász  | 0 – 3    | Pécsi Dózsa              |

## Nyolcaddöntő
| 1. csapat            | Eredmény | 2. csapat              |
| -------------------- | -------- | ---------------------- |
| 1956. február 18.    |          |                        |
| Bp. Dózsa            | 4 – 0    | Csepeli Vasas          |
| 1956. február 19.    |          |                        |
| Szegedi Törekvés     | 0 – 5    | Szegedi Haladás        |
| Pécsi Dózsa          | 5 – 3    | Dorogi Bányász         |
| 1956. február 22.    |          |                        |
| Várpalotai Bányász   | 0 – 1    | Szombathelyi Törekvés  |
| 1956. február 26.    |          |                        |
| Bp. Kinizsi          | 4 – 0    | Tatabányai Bányász     |
| Salgótarjáni Bányász | 3 – 1    | Józsefvárosi Szállitók |
| 1956. július 4.      |          |                        |
| Bp. Vörös Lobogó     | 12 – 1   | Perecesi Bányász       |
| 1957. április 10     |          |                        |
| Bp. Honvéd           | 2 – 3    | Bp. Vasas              |

## Negyeddöntő
| 1. csapat            | Eredmény | 2. csapat             |
| -------------------- | -------- | --------------------- |
| 1956. február 26.    |          |                       |
| Szegedi Haladás      | 4 – 0    | Pécsi Dózsa           |
| 1956. augusztus 8.   |          |                       |
| Bp. Vörös Lobogó     | 1 – 1    | Bp. Dózsa             |
| 1957. január 27.     |          |                       |
| Bp. Kinizsi          | 3 – 0    | Szombathelyi Törekvés |
| 1958. február 16.    |          |                       |
| Salgótarjáni Bányász | 3 – 0    | Bp. Vasas             |

## Elődöntő
| 1957. február 17. 14:00 |

| Ferencvárosi TC                                     | 5 – 0   | Szegedi EAC |
| --------------------------------------------------- | ------- | ----------- |
| Dékány 34' Vilezsál 41' Borsos 55' 88' Fenyvesi 74' | (2 – 0) |             |

| Üllői út, Budapest Nézőszám: 17 000 Játékvezető: Pósa (magyar) Asszisztensek: Major, Foór |

| 1958. február 22. 15:00 |

| Bp. Dózsa  | 1 – 2   | Salgótarjáni Bányász   |
| ---------- | ------- | ---------------------- |
| Göröcs 32' | (1 – 0) | Jagodics 56' Vasas 67' |

| Megyeri út, Budapest Nézőszám: 10 000 Játékvezető: Bihari (magyar) Asszisztensek: Petri, Lakatos |

## Döntő
| 1958. augusztus 20. 16:15 |

| Ferencvárosi TC                | 2–1                         | Salgótarjáni BTC     |
| ------------------------------ | --------------------------- | -------------------- |
| Friedmanszky 20' 59' Orosz 58′ | (1–1) Jegyzőkönyv Részletek | Csáki 44' (11-esből) |

| Népstadion, Budapest Nézőszám: 10 000 Játékvezető: Virágh (magyar) Asszisztensek: Farkas I, Pósfai |

A kupában szerepelt Ferencváros játékosok: Gulyás Géza, Horváth György – Berta Ferenc, Borsos Miklós, Dalnoki Jenő, Dékány Ferenc, Fenyvesi Máté, Friedmanszky Zoltán, Gerendás András, Henni Miklós, Kertész Tamás, Láng Károly, Kispéter Mihály, Mátrai Sándor, Ombódi Imre, Orosz Pál, Rákosi Gyula, Thomann Antal, Vilezsál Oszkár

## Külső hivatkozások
- 1955–1958-as magyar labdarúgókupa. magyarfutball.hu
- 1955–1958-as magyar labdarúgókupa a Nemzeti Labdarúgó Archívum honlapján. nela.hu. [2018. január 17-i dátummal az eredetiből archiválva]. (Hozzáférés: 2018. április 21.)